# Thinophilus olga
Thinophilus olga är en tvåvingeart som först beskrevs av Aldrich 1911.  Thinophilus olga ingår i släktet Thinophilus och familjen styltflugor.
Artens utbredningsområde är Washington. Inga underarter finns listade i Catalogue of Life.